# Начальная школа на улице Глубока Цеста
Начальная школа на улице Глубока Цеста — начальная школа в Старом городе Братиславы.

## История школы
Здание школы было построено в 1900 году по плану архитектора Зигмунда Мельцера, изначально — для детского дома Девы Марии Хранительницы, её образ был размещён над входным порталом. Мельцер построил здание на холме между улицами Глубока Цеста и Сокольской. Строительство здания было заказано городом для интерната для детей-сирот. Интернат изначально планировался под патронатом церкви, непосредственное управление было поручено ордену паулинов.
Автор художественной цветной мозаики — Карл Лотц. На мозаике изображена Дева Мария — Хранительница с нимбом, в длинном красном одеянии и бирюзовой мантии, с раскинутыми руками. По обе стороны — три склонившиеся фигуры бедняков. На ленте у ног Марии надпись на латыни SUB TUUM PRAESIDUUM CONFULIMUS — К твоей защите прибегаем. Сцена имеет золотой мозаичный фон. Фасад от высоты второго этажа архитектор облицовал красным керамическим кирпичом в отличие от оштукатуренной поверхности первого этажа. Здание выглядит монументальным, исключительным и неповторимым. Внутри него также находится часовня Непорочной Богородицы.

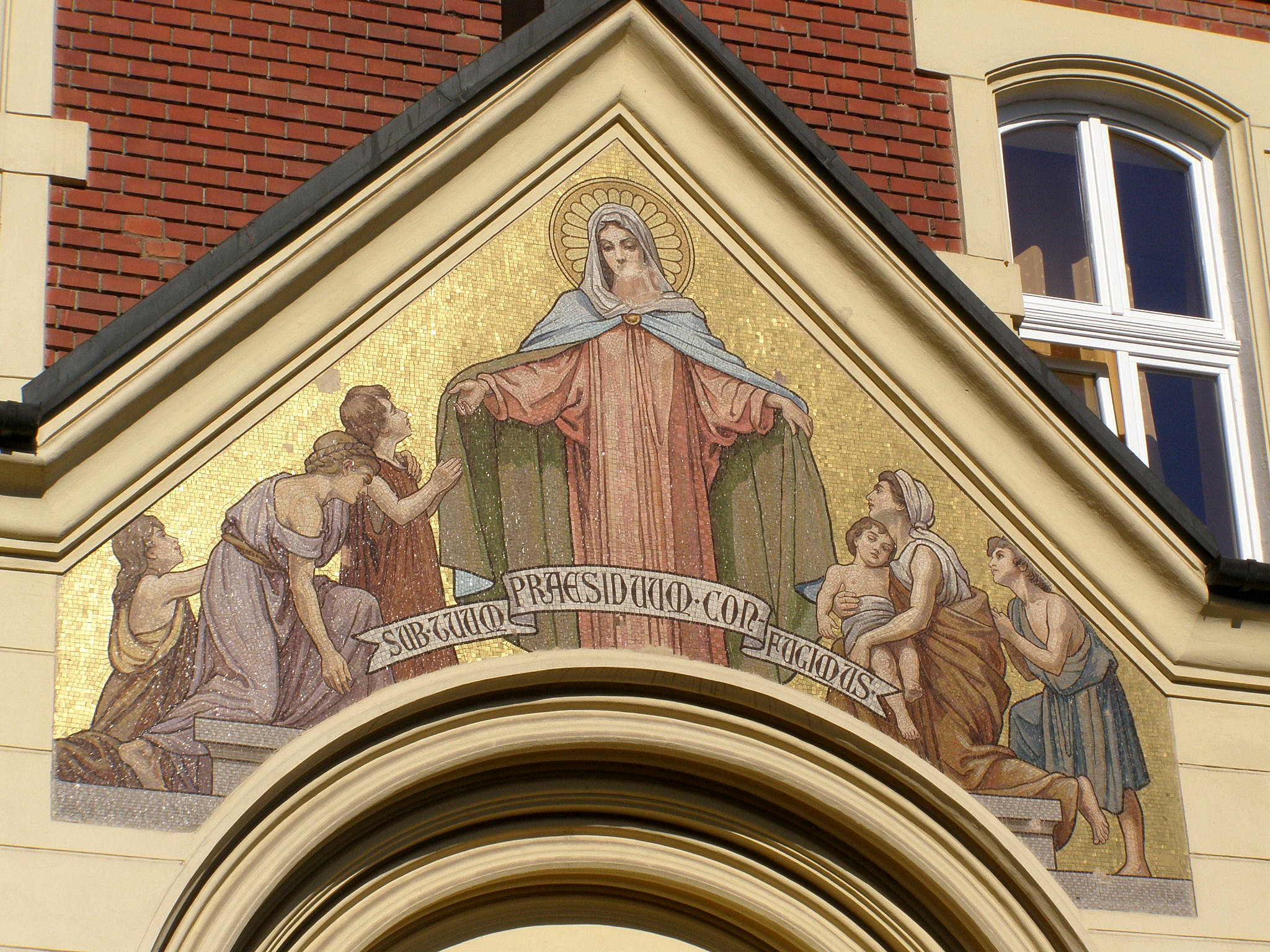
Мозаика надо входным порталом

После 1945 года детский дом был преобразован в школу, сначала это была шестиклассная народная школа, позднее — девятилетняя начальная школа.